# تل حلاوه، ادلب
تل حلاوه (به عربی: تل حلاوة) یک روستا در سوریه است که در ناحیه سنجار واقع شده‌است. تل حلاوه ۶۴۶ نفر جمعیت دارد.